# Szolnok-Doboka vármegye főispánjainak listája
Szolnok-Doboka vármegye az 1876-os megyerendezés során jött létre, amikor Belső-Szolnok és Doboka vármegye területéből, a Kővárvidékkel kiegészülve mint új vármegyét létrehozták. 1918-tól gyakorlatilag, 1920-tól hivatalosan is Románia része lett, az 1918-as utolsó főispáni felmentést követően több hivatalos kinevezés nem történt. 1940 és 1944 között Észak-Erdély visszacsatolásával a vármegye ismét Magyarországhoz tartozott. Ebben az időben egy főispán volt hivatalban, aki egyúttal Beszterce-Naszód vármegye főispánja is volt.

## Szolnok-Doboka vármegye főispánjainak listája
| kezdet | befejezés | főispán            | megjegyzés |
| ------ | --------- | ------------------ | --- |
| 1876   | 1890      | Bánffy Dezső       | |
| 1890   | 1902      | Bornemissza Károly | |
| 1902   | 1903      | Désy Zoltán        | |
| 1903   | 1906      | Bethlen Pál        | 1903. december 27-től ideiglenesen, Beszterce-naszódi főispánságával párhuzamosan |
| 1906   | 1910      | Wass Béla          | |
| 1910   | 1917      | Bethlen Balázs     | 1914-től ideiglenesen Beszterce-naszódi főispán is. 1917-ben mindkét állásából saját kérésére felmentették, de utóda kinevezéséig hivatalban maradt.                                            |
| 1917   | 1918      | Diószeghy Zsigmond | |
| 1940   | 1944      | Bethlen Béla       | 1944 áprilisáig Beszterce-Naszód vármegye főispánja is. A nyilas hatalomátvételt követően felmentették, új főispánt - az akkor már hadműveleti területnek számító vármegyébe - nem neveztek ki. |